# Janine Benyus
Janine M. Benyus (née en 1958 dans le New Jersey) est une scientifique américaine, consultante en innovation et auteure, connue pour ses travaux sur le biomimétisme et son souhait de faciliter l'innovation, un design et une production à faible impact environnemental s'inspirant des organismes, et plus encore des stratégies qu'ils ont peu à peu mises en place et perfectionnées dans la nature , et au sein des écosystèmes, dans le cadre de l'évolution.

## Éléments de biographie
Janine M. Benyus a été diplômée summa cum laude de l'Université Rutgers dans les disciplines suivantes : gestion des ressources naturelles et littérature anglaise.
Elle enseigne l'écriture interprétative. Elle donne cours à l'université du Montana et travaille dans le domaine de la restauration et la protection de la nature.
Elle s'emploie dans de nombreux comités d'utilisation des terres et est présidente d'une association à but non lucratif, « Living Education », proposant une vie et un apprentissage en fonction du lieu d’habitation.

## Travaux en biomimétisme
Janine M. Benyus a écrit six livres sur le biomimétisme, parmi lesquels Biomimicry: Innovation Inspired by Nature. Elle y développe la théorie selon laquelle les êtres humains devraient répliquer le « génie de la nature » dans la conception des objets et des systèmes, et ce de façon pérenne.
En 1998, Janine M. Benyus cofonda la « Guilde du Biomimétisme » (Biomimicry Guild, qui vise à apprendre de la nature ; « en émulant 3,8 milliards d'années de technologie adaptative » (c'est-à-dire d'évolution du vivant) pour « aider les innovateurs à concevoir des produits et des processus durables qui créent des conditions propices à toutes les formes de vie »). Elle estime que quel que soit le problème ou le défi de conception qu'ait à relever un ingénieur, une collectivité ou une entreprise, il y a de fortes chances que l'une ou plusieurs des 30 millions d'espèces vivant dans le monde ait dû faire face au même défi, mais en plus, ait développé des stratégies efficaces pour le résoudre, stratégies qui peuvent nous inspirer. Ce faisant, l'entreprise ou l'innovateur développe « une nouvelle façon de voir (et être) dans le monde », et une façon de « faire bien en faisant le bien » (A way to "do well by doing good"). Dans cette optique, elle travaille avec de nombreux partenaires et clients, dont le « Zero Emissions Research Institute » (ZERI).
Elle crée également en 1998 un bureau de consultants en innovation ; « Innovation Consultancy ».
Ces deux organismes aident les inventeurs et ingénieurs, architectes ou urbanistes à observer et comprendre les modèles naturels, les solutions trouvées par les espèces et les écosystèmes à divers problèmes, et à les répliquer pour concevoir des produits durables, des méthodes et des politiques compatibles avec la vie ou mieux, favorables au Vivant.
Sept ans plus tard, en 2005, à la suite de l'intérêt suscité par l'un de ses livres, Janine Benyus crée « l'Institut de Biomimétique » (Biomimicry Institute) avec Dayna Baumeister et Bryony Schwan, avec comme mission de promouvoir la biomimétique dans la culture. L'institut, présidé par J. Benyus favorise la diffusion des idées, concepts, stratégies concernant la biomimétique, du domaine de la biologie à celui de l'écoconception. Cet organisme sans but lucratif favorise l'« étude et l'imitation de modèles remarquablement efficaces de la nature ». Il rassemble des scientifiques, ingénieurs, architectes et des innovateurs souhaitant utiliser ces modèles naturels pour imaginer et créer des technologies durables. L'Institut encadre des ateliers de courte durée et délivre un certificat de formation continue après deux ans de cours sur le thème du biomimétisme pour des professionnels, ainsi que des programmes éducatifs sur le biomimétisme adaptés à différents contextes d'enseignement, de la maternelle à l'université, ou de manière moins formelle par exemple dans les zoos ou les musées. L'Institut Biomimicry ne produit pas ses propres recherches, mais fédère ou informe et offre des ressources aux chercheurs, via notamment une base de données ouvertes et en ligne (AskNature) contenant des solutions développées par la nature.
L'institut a trois centres d'intérêt :
1. Développer des programmes éducatifs pour les étudiants, les professionnels et le public en général.
2. travailler à créer des politiques publiques utilisant le biomimétisme pour trouver des solutions aux défis de la soutenabilité.
3. Encourager les entreprises qui profitent de la biomimétique à en quelque sorte rembourser leur dette à l'égard de la nature en fournissant un soutien financier à la biodiversité.

## Publications
- Biomimétisme : Quand la nature inspire des innovations durables Janine M. Benyus, Rue de l'échiquier, mai 2011.
- Biomimicry : Innovation Inspired by Nature by Janine M. Benyus, Sept. 1, 1997,  (ISBN 0060533226).
- Beastly Behaviors: A Zoo Lover's Companion by Janine M. Benyus and Juan Carlos Barbery (1990-now WL VA) (Oct 1993)  (ISBN 0201624826).
- Northwoods Wildlife: A Watcher's Guide to Habitats by Janine M. Benyus (Jul 1989)  (ISBN 1559710039).
- The Secret Language & Remarkable Behavior of Animals by Janine M. Benyus and Juan Carlos Barberis (Jan 10, 1998)  (ISBN 1579120369).
- The Field Guide to Wildlife Habitats of the Eastern United States by Janine M. Benyus (Jun 15, 1989)  (ISBN 0671659081).
- Wildlife in the upper Great Lakes Region a Community Profile (SuDoc A 13.78:NC-301) by Janine M. Benyus (1992).
- Christmas Tree Pest Manual by Janine M Benyus (Jan 1, 1983).

## Distinctions
- Women of Discovery Award (2006), WINGS WorldQuest.
- Rachel Carson Environmental Ethics Award.
- Lud Browman Award for Science Writing.
- Science Writing in Society Journalism Award.
- Barrows and Heinz Distinguished Lectureships.
- Design Futures Council (en) Senior Fellow